# 余廷英
余廷英（?—?），闽国官员，福州侯官（今福建省福州市）人。
余廷英在闽景宗时为同平章事。永隆四年（942年），余廷英出为泉州刺史。余廷英贪秽非常，诈称奉诏选美，掠夺良家女子。事发，景宗派遣御史调查。余廷英害怕，回到福州，献给景宗买宴钱万缗。景宗很高兴，次日召见余廷英，景宗问：“宴已买矣，皇后贡物安在？”余廷英在献钱巨万给李皇后。余廷英于是还担任泉州刺史。自此，别贡后宫为成例。不久，又恢复余廷英的宰相职位。